# ララスカート

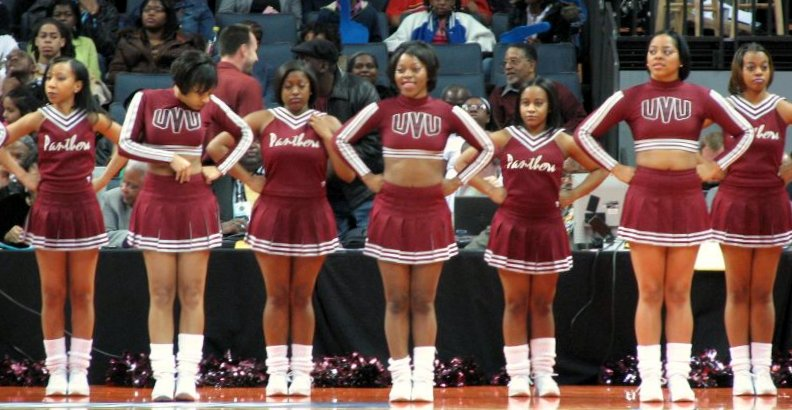
ララスカートを着用したバージニア・ユニオン大学のチアリーダー

ララスカート（またはラーラースカート、英:rah-rah skirtまたはra-ra skirt）とは、フラウンス（大きめのひだ飾り）の入ったスカートのこと。

## 歴史
元々はチアリーダーのスカートとして制作され、1980年代のティーンエイジャーの間で流行した。「オックスフォード新語辞典」によると、1960年代に流行したミニスカートのリバイバルとしては初めて成功した試みであるとのこと。1980年代終わりには、レザー、デニム、レースなどを用いたララスカートも登場した。
1990年代に入ると、ララスカートのようなフリルを持たない本来のミニスカートがファッション界で復権する。しかし近年のイギリスで再びララスカートが注目されている。2008年の「ロンドンライフ」の記事によると、"80年代風ファッションは全てra-rave（rave:夢中、熱中する、熱狂する）である"とのこと。
ララスカートの例としては、ネーナの『99 Luftballons』(1983)やストロベリー・スウィッチブレイドの『Since Yesterday』(1984)など、80年代のレコード・CDのジャケットで女性ロック歌手がよく履いている。

## 語源
「Rah-rah」の語源は、応援を意味する「hurrah」（フレー）の省略形「Rah」の繰り返しである。